# فيكتور ويليمز
فيكتور ويليمز هو مبارز بالسيف بلجيكي، ولد في 19 فبراير 1877، وتوفي في 1918.

## وصلات خارجية
- فيكتور ويليمز على موقع اللجنة الأولمبية الدولية (الإنجليزية)
- فيكتور ويليمز على موقع أوليمبيديا (الإنجليزية)